# Alter Kirchturm (Tawern)

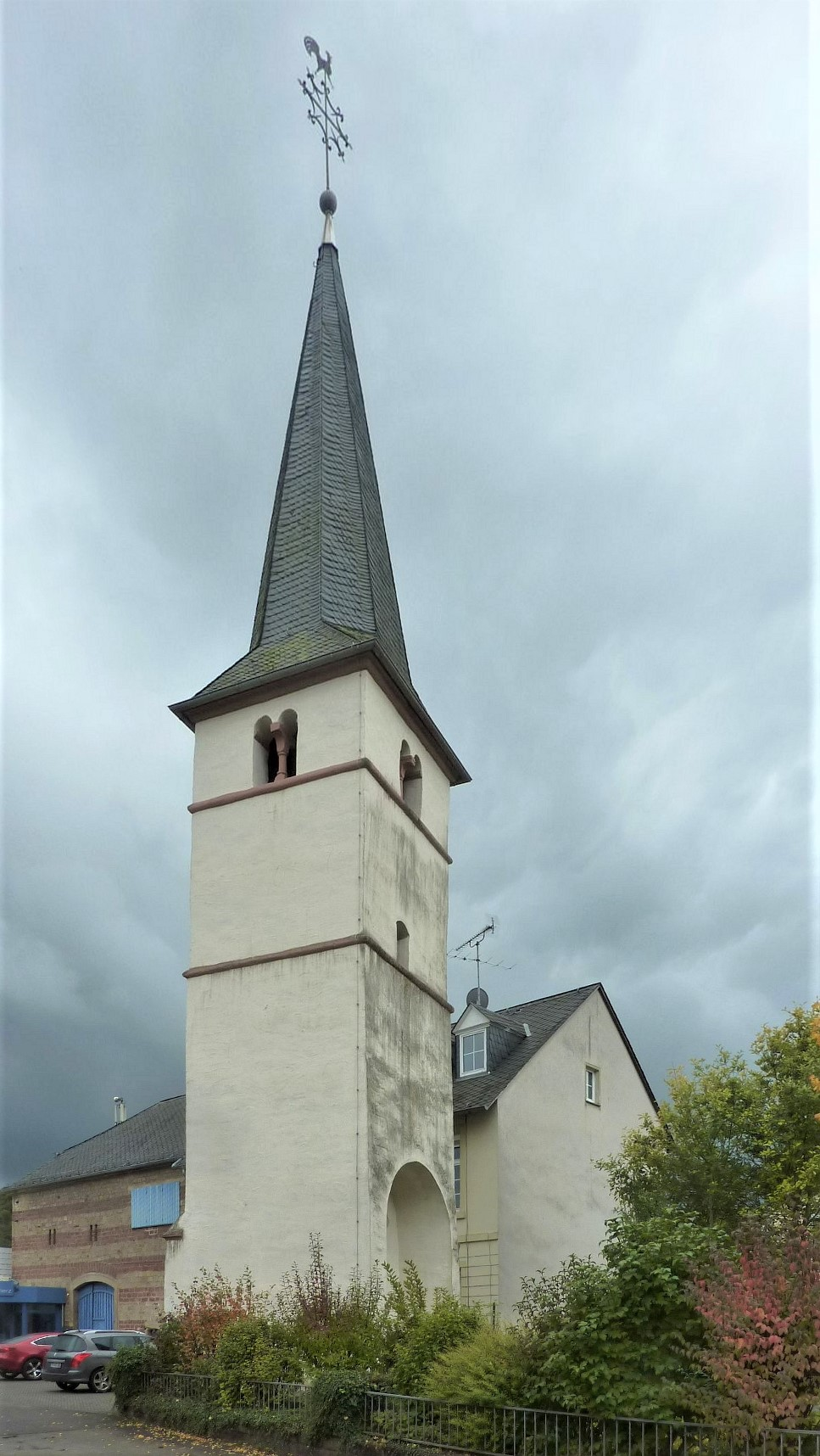
Der alte Kirchturm von Tawern

Der Alte Kirchturm ist der Turm der früheren römisch-katholischen Pfarrkirche von Tawern (Landkreis Trier-Saarburg) in Rheinland-Pfalz.

## Geschichte
In einer Urkunde des Erzbischofs Ludolf von Trier aus dem Jahr 1000 über eine Schenkung eines Allods mit zugehöriger Kirchenpacht an das Kloster St. Marien bei Trier wurde Tawern zum ersten Mal erwähnt. Im Jahr 1030 bestätigte Erzbischof Poppo dem Kloster den Besitz der Grundpacht der Mutterkirche in Tawern, die durch Schenkung des Klosters im Jahr 1280 an das Stift Kyllburg kam. Aus dieser Zeit stammt der heute noch erhaltene Ostturm der Kirche, ein romanischer Chorturm, der in das 13. Jahrhundert datiert wird.
Die alte Kirche war 1743 baufällig und wurde bis auf den Turm 1744 bis 1746 neu erbaut. Eine Erweiterung nach Westen erfolgte 1854. Dieser Bau genügte den Anforderungen nicht mehr und wurde 1907/08 durch die neue Pfarrkirche St. Peter und Paul weiter östlich am Ortsrand ersetzt. Einzig der heute denkmalgeschützte frühere Chorturm blieb erhalten.